# Pilatsch (Burgwall)

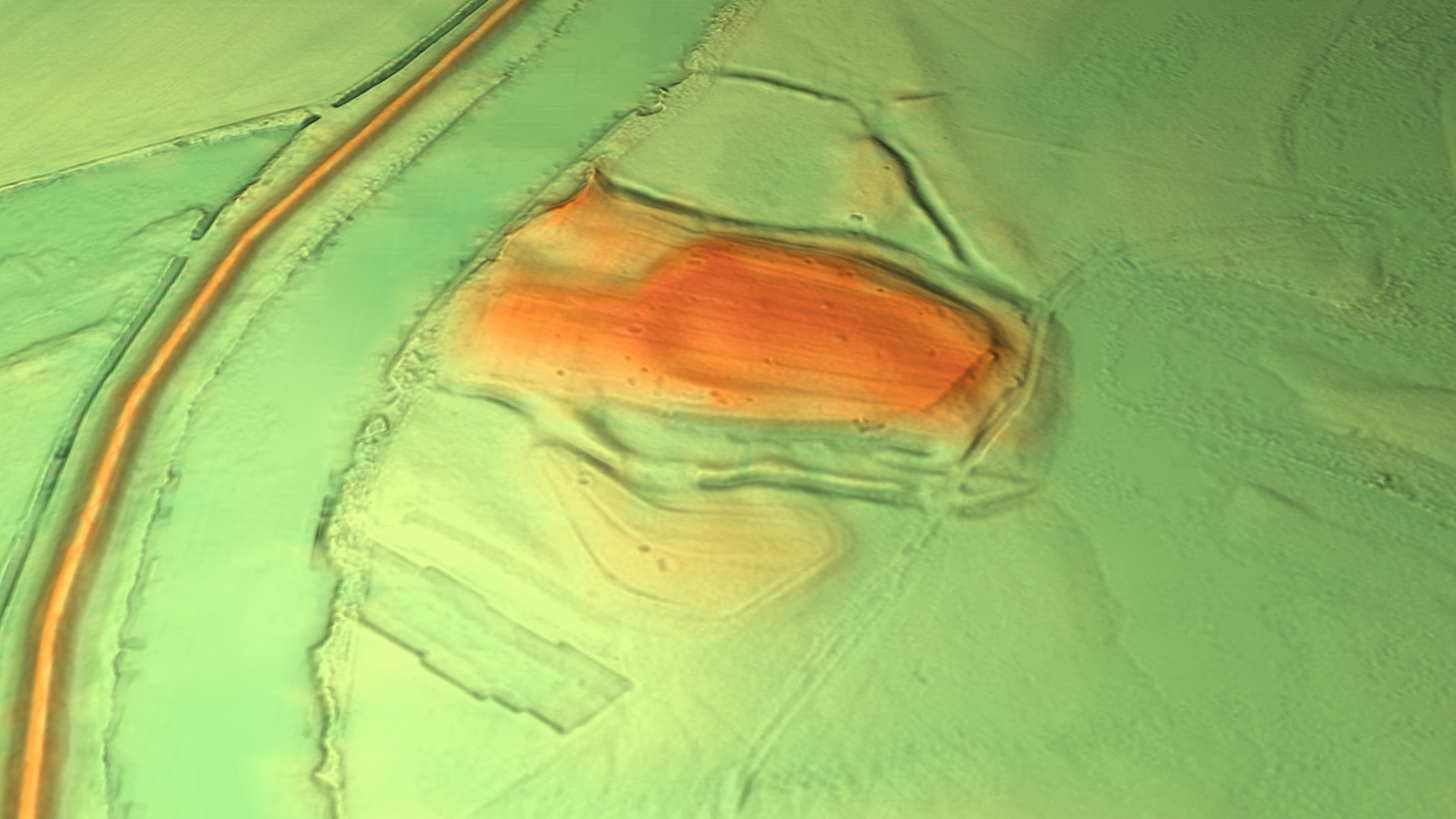
3D-Ansicht des digitalen Geländemodells

Der Pilatsch ist der Burgstall eines slawischen Burgwalls südwestlich des Dorfes Gülpe unmittelbar am Ostufer der Havel. Das Bodendenkmal liegt in Brandenburg etwas mehr als einhundert Meter von der Landesgrenze zu Sachsen-Anhalt entfernt auf der Insel Pilatsch.

## Anlage
Die Überreste des Burgwalls befinden sich auf einer Anhöhe von etwa drei bis vier Meter über dem umliegenden Niveau, welche natürlichen Ursprungs sein soll. Die Anlage ist etwa trapezförmig. Die Seitenlängen betragen etwa 80 mal 140 Meter. Das Plateau hat eine flache wallartige Begrenzung. Westlich des Hauptplateaus ist eine weitere Anhöhe durch einen Graben abgeteilt. Weitere Überreste von zwei parallelen Befestigungsgräben sind noch im Süden und Osten erkennbar. Ein weiterer Graben umschließt die Anlage vollständig. Weiterhin sind zusätzliche Befestigungsspuren im Niveau erkennbar.
Archäologisch konnten Funde aus dem Neolithikum gesichert werden. Hauptsächlich fanden sich jedoch frühslawische Keramiken aus dem Frühmittelalter. So fanden sich Feldberger Keramiken und Grauware. Unmittelbar an der Uferkante der Havel fand man eine Brandschicht und tiefe Gruben. Man geht davon aus, dass die Anhöhe im 7. und 8. Jahrhundert als starke Befestigung ausgebaut war. Die Niederungsburg ist unter der Nummer 50154 als „Siedlung Neolithikum, Burgwall slawisches Mittelalter, Grab Neolithikum, Siedlung slawisches Mittelalter“ als Bodendenkmal ausgewiesen.

## Trivia
Einer örtlichen Legende entsprechend soll in der Burg ein Ritter namens Pilatus gelebt haben, der auf der Havel vorbeifahrende Schiffe überfiel und die Schiffer entführte. Im Verlies der Burg mussten Entführungsopfer ausharren, bis ein Lösegeld gezahlt wurde. Anderenfalls starben sie im Gefängnis. Der Geist des Ritters soll auf Erlösung wartend noch um seine ehemalige Burg spuken.